# Dientamoeba fragilis
Dientamoeba fragilis – gatunek wiciowca z rzędu Trichomonadida, pasożyt przewodu pokarmowego niektórych zwierząt (w tym człowieka), wywołuje w nim dientamebozę.

## Morfologia
Trofozoit o średnicy 3–22 μm (najczęściej 5–12 μm), otoczony błoną komórkową, cytoplazma bez wyraźnego podziału na endoplazmę i ektoplazmę. Organizm dość szybko wytwarza szerokie, płatowate lub trójkątne nibynóżki. Jego włókna parabazalne tworzą, wraz z aparatem Golgiego, aparat parabazalny typu Janickiego. Owalne, otoczone cienką błoną jądrową jądro komórkowe jest pojedyncze lub podwójne, wewnątrz znajduje się kariosom złożony z 4–8 ziarnistości. Nad jądrami zlokalizowane jest natomiast wrzeciono podziałowe (kariokinetyczne).

## Biologia
Jego wodniczki pokarmowe są przystosowane do trawienia m.in. bakterii, a w niewielkim stopniu nawet erytrocytów.

## Ekologia
Gatunek kosmopolityczny. Występuje we wszystkich krajach świata.

## Chorobotwórczość

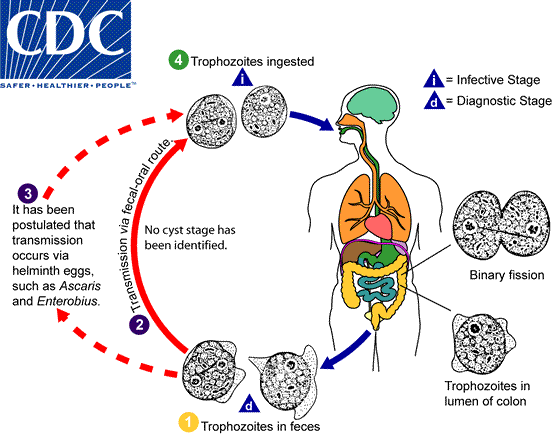
Cykl życiowy Dientamoeba fragilis

Gatunek ten nie tworzy cyst. Jego postacią inwazyjną jest trofozoit. Wrota zakażenia stanowi jama ustna. Pasożyt rozprzestrzenia się drogą pokarmową, chociaż możliwe jest również zarażenie od innej osoby zakażonej. Jego chorobowość (prewalencja) jednak nie jest znana. Po zakażeniu zajmuje on błonę śluzową jelita grubego (nie wnika w głąb ściany), od wyrostka robaczkowego aż do odbytnicy. Wywoływana przez niego dientameboza może mieć różne nasilenie. Zasadniczo wyróżnia się dwie jej formy:
- ostra – objawia się bólami brzucha oraz biegunką z krwią i śluzem w kale[1],
- przewlekła – objawia się bólami brzucha oraz okresowymi biegunkami i brakiem apetytu[1].

W leczeniu dientamebozy stosuje się chlorotetracyklinę.